# Lymantria albescens
Lymantria albescens är en fjärilsart som beskrevs av Matsumura 1927. Lymantria albescens ingår i släktet Lymantria och familjen tofsspinnare. Inga underarter finns listade i Catalogue of Life.